# 紅身異頭獅魚
紅身異頭獅魚，為輻鰭魚綱鮋形目杜父魚亞目獅子魚科的其中一種，分布於東北太平洋的阿留申群島海域，棲息深度278-458公尺，為深海底棲性魚類，屬肉食性，體長可達19.5公分，生活習性不明。

## 擴展閱讀
維基物種上的相關：紅身異頭獅魚